# Peter Goullart
Peter Goullart (russisch Пётр Гуляр; wiss. Transliteration Pëtr Guljar; geb. 1901 in Moskau,  Russisches Kaiserreich; gest. 1975 in Singapur) war ein in Russland geborener Reisender, Entdecker und Autor. 
Peter Goullart entstammte einer gut situierten Familie. Nach der bolschewikischen Oktoberrevolution floh er nach China und ließ sich in Shanghai nieder. Er hat lange Zeit im Südwesten Chinas gelebt. Nach der Revolution von 1949 musste er aus China fliehen und er ließ sich in Singapur nieder, wo er später die meisten seiner Werke veröffentlichte (alle auf Englisch). Goullart ist vor allem durch Bücher bekannt, die das Leben und die Gebräuche verschiedener Völker beschreiben, die in abgelegenen Teilen Ost- und Südostasiens leben. Er war nie verheiratet.

## Publikationen
- Report on the industrial cooperatives of Likiang, Yunnan,. 1945.
- Forgotten Kingdom. J. Murray, 1955 Text (1957).
- Princes of the Black Bone. Life on the Tibetan Borderlands. J. Murray, 1959 (in den USA erschienen unter dem Titel: Land of the lamas: Adventures in secret Tibet, Dutton, 1959).

dt. Übers.: Die schwarzen Lolo : zwischen Tibet und China. Aus dem Englischen von Kurt Wagenseil. - München: List 1962.
- The Monastery of Jade Mountain. J. Murray, 1961.
- River of the White Lily: Life in Sarawak (Malaysian heritage series), J. Murray, 1965.